# شهرستان کلینتون (پنسیلوانیا)
شهرستان کلینتون، پنسیلوانیا (به انگلیسی: Clinton County, Pennsylvania) شهرستانی در ایالات متحده آمریکا است که در پنسیلوانیا واقع شده‌است.

## خصوصیات
شهرستان کلینتون ۲٬۳۲۵٫۸۲ کیلومترمربع مساحت دارد.